# Certonotus monticola
Certonotus monticola là một loài tò vò trong họ Ichneumonidae.